# Placówka Straży Celnej „Radocyna”

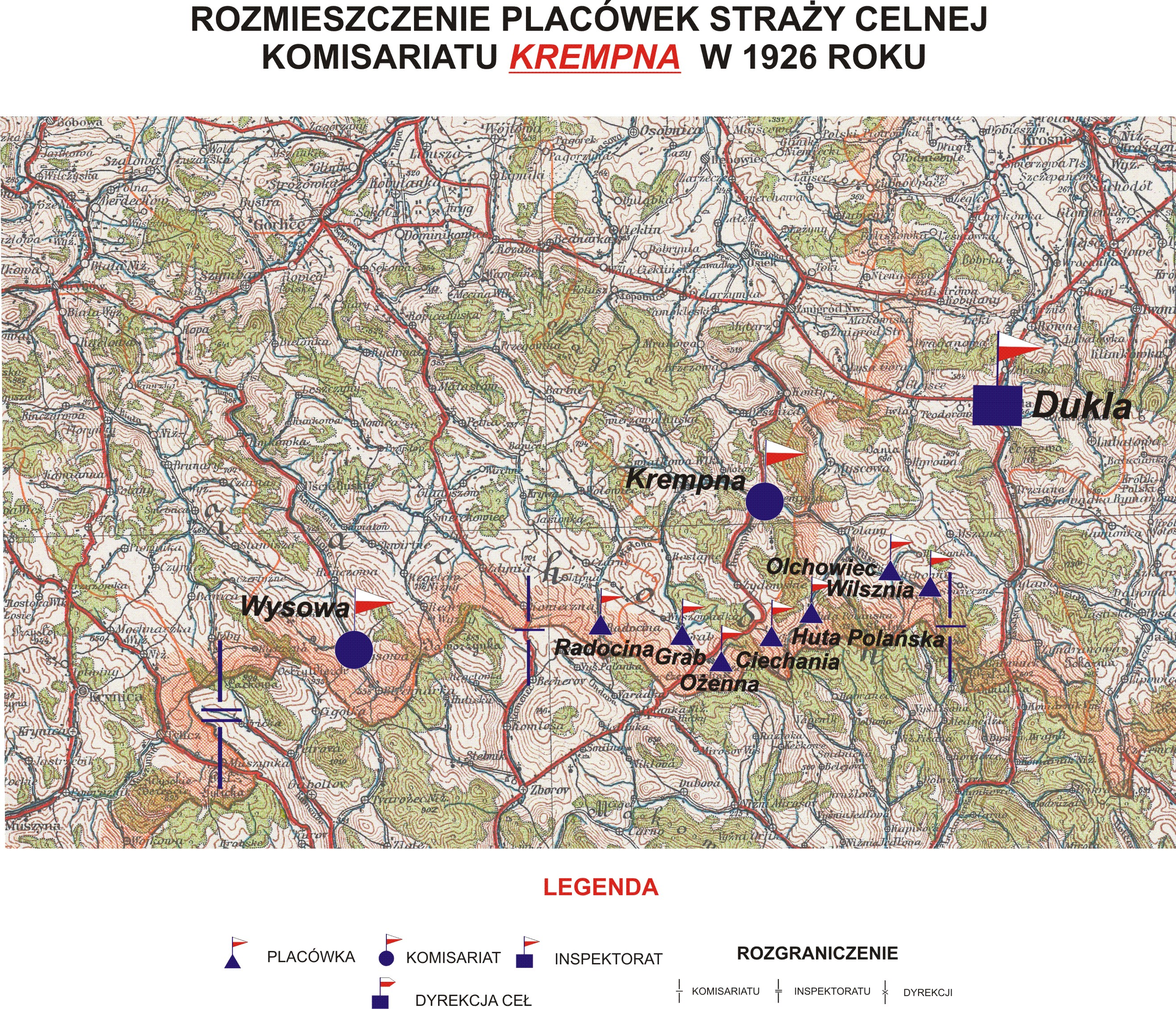
Rozmieszczenie placówek SC Komisariatu Krempna w 1926 r.

Placówka Straży Celnej „Radocyna” – jednostka organizacyjna Straży Celnej pełniąca w okresie międzywojennym służbę ochronną na granicy polsko-czechosłowackiej.

## Formowanie i zmiany organizacyjne
W 1921 roku w Tyliczu i Wysowej stacjonował sztab 4 kompanii 8 batalionu celnego. Kompanie wystawiały między innymi placówkę w Radocynie. W 1922 roku w Tyliczu stacjonował sztab 4 kompanii 6 batalionu celnego. Kompania wystawiała między innymi placówkę w Radocynie.
Na wniosek Ministerstwa Skarbu, uchwałą z 10 marca 1920 roku, powołano do życia Straż Celną. Jednostki Straży Celnej rozpoczęły przejmowanie odcinków granicy od pododdziałów Batalionów Celnych. Proces tworzenia Straży Celnej trwał do końca 1922 roku. Placówka Straży Celnej „Radocyna” weszła w podporządkowanie komisariatu Straży Celnej „Krempna” z Inspektoratu SC „Dukla”.
W drugiej połowie 1927 roku przystąpiono do gruntownej reorganizacji Straży Celnej. W praktyce skutkowało to rozwiązaniem tej formacji granicznej. Ochronę północnej, zachodniej i południowej granicy państwa przejęła powołana z dniem 2 kwietnia 1928 roku Straż Graniczna.
Rozkazem nr 5 z 16 maja 1928 roku w sprawie organizacji Małopolskiego Inspektoratu Okręgowego dowódca Straży Granicznej gen. bryg. Stefan Pasławski powołał komisariatu SG „Gładyszów”. Rozkazem komendanta Straży Granicznej z 10 lipca 1929  w sprawach organizacyjnych ustanowiono placówkę Straży Granicznej I linii „Radocyna”. 

## Funkcjonariusze placówki
Kierownicy placówki
| stopień          | imię i nazwisko, numer   | okres pełnienia służby | kolejne stanowisko |
| ---------------- | ------------------------ | ---------------------- | ------------------ |
| starszy strażnik | Ludwik Kobusiński (1044) | był w 1926             |                    |

Obsada personalna placówki w 1926:
- starszy strażnik Ludwik Kobusiński (1044)
- strażnik Antoni Kembłowski (1045)
- strażnik Marian Kwas (1043)
- strażnik Ignacy Zegar (1685)
- strażnik Rudolf Pawlikowski (2156)
- strażnik Władysław Gerszewski (1033)